# Blohm & Voss BV 142
Blohm & Voss Bv 142 byl německý čtyřmotorový letoun s křídlem lomeným do W, dvojitou SOP a zatahovacím podvozkem ostruhového typu se zdvojenými koly.

## Vznik
Úspěšně ukončené letové testy hydroplánu Blohm & Voss Ha 139 vedly v roce 1937 společnost Hamburger Flugzeugbau ke konstrukci pozemní verze označené Ha 142. Stroj měl sloužit k dálkovým poštovním letům s doletem přes 4000 km. Při jeho stavbě byly využity hotové konstrukční celky z Ha 139. Plováky byly nahrazeny klasickým, hydraulicky zatahovacím podvozkem.

## Vývoj a nasazení
První prototyp Ha 142 V1 (imatrikulace D-AHFB) byl zalétán 11. října 1938. Krátce poté poprvé vzlétl i druhý prototyp, který již obdržel nový název BV 142 V2. Další dva prototypy BV 142 V3 a V4 zahájily letové zkoušky v létě 1939. Všechny čtyři exempláře měla převzít Deutsche Lufthansa k transatlantické poštovní službě.
Po instalaci přídavných vstupů vzduchu do prostoru mezi devítiválcové hvězdicové pohonné jednotky BMW 132 H-1 o vzletovém výkonu po 647 kW, dostal první prototyp novou poznávací značku D-ABUV a pod jménem „Kastor“ byl předán letecké společnosti DLH. Po absolvování několika letů se letoun vrátil zpět do továrny Blohm & Voss.
Po vypuknutí druhé světové války byla zahájena úprava druhého prototypu na strategický průzkumný a námořní průzkumný letoun velkého doletu. Měl operovat za hranicí doletu vlastních stíhaček, a proto byl kladen velký důraz na instalaci odpovídající silné obranné výzbroje. Příď V2 byla prosklena a prodloužena, aby v ní mohlo být umístěno stanoviště bombometčíka, který současně ovládal pohyblivý kulomet MG 15 ráže 7,9 mm. Na hřbetě trupu byla instalována střelecká věž s další zbraní MG 15, pod trupem se nacházela modifikovaná vana z letounu Heinkel He 111 H-6 s pohyblivým kulometem MG 15. Nad vanou se na obou stranách trupu nacházela střelecká stanoviště vybavená po jednom kulometu MG 15. Část trupu určená pro přepravu pošty byla modifikována na provizorní pumovnice, jejíž horní částí procházela lávka spojující přední a zadní část trupu. Pumovnice pojala osm 50 kg pum, nebo čtveřici 100 kg pum. Posádka se rozrostla na šest členů. Navíc bylo zabudováno speciální radionavigační zařízení Transozean-Funkanlage. Celá přestavba nesla označení BV 142 V2/U1 (PC+BC) a na jaře 1940 byla zařazena do zkušební jednotky. Od podzimu 1940 byl letoun zařazen do stavu útvaru 2./Aufkl.St.Ob.d.L., který byl přímo podřízen Luftflotte 3.
První prototyp byl upraven stejným způsobem a označen BV 142 V1/U1 (PC+BB). Plánovala se rovněž úprava zbylých dvou strojů. Mezitím ovšem vyšlo najevo, že vzhledem k invazi do Dánska a Norska Luftwaffe disponuje velmi malým počtem transportních letounů. V souvislosti s touto situací byly BV 142 V3 a V4 společně s typy Junkers Ju 89, Junkers Ju 90 a Focke-Wulf Fw 200 B včleněny do KGr.z.b.V.105, která podléhala X. Fliegerkorpsu. Všechny čtyři stroje se od roku 1942 v oficiálních dokumentech Luftwaffe již neobjevovaly.

## Specifikace (BV 142 V2/U1)

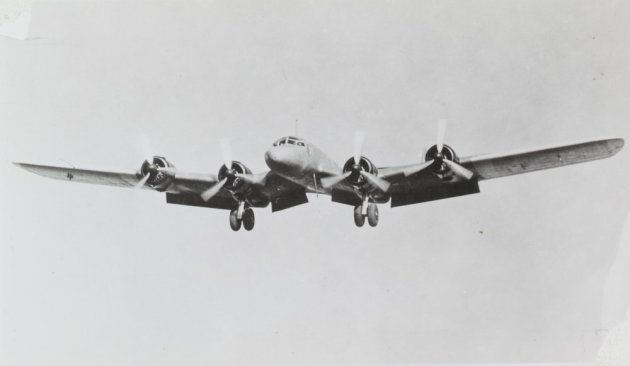
Blohm & Voss Bv 142

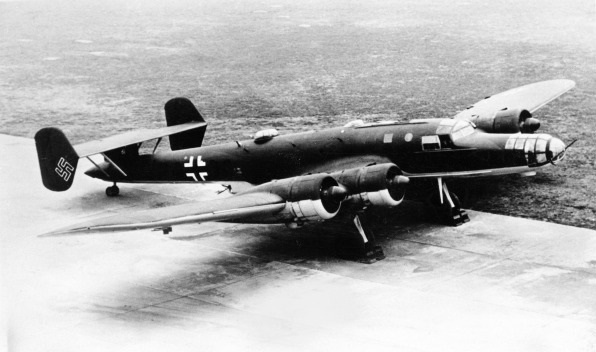
Bv 142

Údaje podle

### Technické údaje
- Osádka:
- Kapacita:
- Rozpětí: 29,53 m
- Délka: 20,45 m
- Výška: 4,44 m
- Hmotnost prázdného stroje: 11 000 kg
- Vzletová hmotnost: 16 500 kg
- Pohonná jednotka:

### Výkony
- Maximální rychlost u země: 375 km/h
- Cestovní rychlost ve výšce 2000 m: 325 km/h
- Přistávací rychlost: 100 km/h
- Počáteční stoupavost: 6,67 m/s
- Dostup: 9000 m
- Dolet: 3900 km